# Jerry Korab
Gerald Joseph „Jerry“ Korab (* 15. September 1948 in Sault Ste. Marie, Ontario) ist ein ehemaliger kanadischer Eishockeyspieler. Der Verteidiger bestritt zwischen 1970 und 1985 über 1000 Spiele in der National Hockey League, den Großteil davon für die Buffalo Sabres, und nahm an zwei NHL All-Star Games teil.

## Karriere

### Anfänge
Jerry Korab verbrachte seine Juniorenkarriere bei den St. Catharines Black Hawks in der Ontario Hockey Association (OHA), der höchsten Nachwuchsspielklasse seiner Heimatprovinz. Nach zwei Jahren in der OHA gelang ihm der Sprung in den Profibereich, indem er sich den Port Huron Flags aus der International Hockey League anschloss. Dort erzielte der Abwehrspieler 64 Scorerpunkte in 71 Spielen, bevor er zur Folgesaison zu den Portland Buckaroos in die Western Hockey League wechselte. Die Buckaroos fungierten als Farmteam der Chicago Black Hawks aus der National Hockey League (NHL), ähnlich wie bereits die St. Catharines Black Hawks mit dem NHL-Team assoziiert waren, sodass der Kanadier Ende November 1970 sein Debüt in der höchsten Spielklasse Nordamerikas gab. Als Rookie erreichte er mit Chicago prompt das Stanley-Cup-Finale 1971, unterlag dort mit dem Team allerdings den Canadiens de Montréal mit 3:4.

### NHL
In der Folge etablierte sich Korab als NHL-Verteidiger, wobei ihm seine Statur und sein körperlich betontes Spiel den Spitznamen „King Kong“ einbrachten. Mit den Black Hawks stand er bereits 1973 erneut im Endspiel um den Stanley Cup, in dem sich jedoch abermals die Canadiens de Montréal durchsetzten (4:2). Nur vier Tage nach der Finalniederlage wurde er samt Gary Smith an die Vancouver Canucks abgegeben, die im Gegenzug Dale Tallon nach Chicago schickten. Die Canucks schickten den Abwehrspieler nach nur knapp einem halben Jahr zu den Buffalo Sabres und erhielten dafür John Gould und Tracy Pratt.
Bei den Sabres steigerte Korab seine Offensivleistung deutlich, so erzielte er in der Saison 1974/75 mit 56 Punkten in 79 Spielen seinen Karriere-Bestwert. Im gleichen Jahr erreichte er sein drittes und zugleich letztes Stanley-Cup-Finale, das er ebenfalls verlor; die Philadelphia Flyers setzten sich mit 4:2 durch. Darüber hinaus vertrat er Buffalo bei den NHL All-Star Games 1975 und 1976. Nach über sechs Jahren im Team wurde er im März 1980 im Tausch für ein Erstrunden-Wahlrecht im NHL Entry Draft 1982 an die Los Angeles Kings abgegeben. Zu diesem Zeitpunkt hatte kein Abwehrspieler im Trikot der Sabres mehr Partien absolviert (464) oder mehr Punkte erzielt (265) als Korab.
Anschließend verbrachte er drei weitere Saisons in Los Angeles, bevor er seine Karriere 1983 beenden wollte. Allerdings wurde ihm zwei Monate nach Beginn der Saison 1983/84 die Möglichkeit eröffnet, als Free Agent zu den Sabres zurückzukehren, die er in der Folge auch nutzte. Nach der Spielzeit schloss er sich in gleicher Art und Weise den Minnesota North Stars an, jedoch verpflichteten ihn die Sabres im Oktober 1984 abermals, über den Waiver. Nachdem der Verteidiger demnach auch die Spielzeit 1984/85 in Buffalo verbracht hatte, erklärte er seine aktive Laufbahn endgültig für beendet. Insgesamt hatte er 1072 NHL-Spiele bestritten und dabei 481 Scorerpunkte erzielt.
Nach seiner aktiven Karriere betrieb Korab ein Verpackungsunternehmen und war zeitweise als Trainer im High-School-Bereich tätig.

## Erfolge und Auszeichnungen
- 1975 NHL All-Star Game
- 1976 NHL All-Star Game

## Karrierestatistik
(Legende zur Spielerstatistik: Sp oder GP = absolvierte Spiele; T oder G = erzielte Tore; V oder A = erzielte Assists; Pkt oder Pts = erzielte Scorerpunkte; SM oder PIM = erhaltene Strafminuten; +/− = Plus/Minus-Bilanz; PP = erzielte Überzahltore; SH = erzielte Unterzahltore; GW = erzielte Siegtore; 1 Play-downs/Relegation; Kursiv: Statistik nicht vollständig)